# Тущикудицький сільський округ
Тущикуди́цький сільський округ (каз. Тұщықұдық ауылдық округі, рос. Тущыкудыкский сельский округ) — адміністративна одиниця у складі Ісатайського району Атирауської області Казахстану. Адміністративний центр — село Тущикудик.
Населення — 5156 осіб (2021; 5017 у 2009, 4566 у 1999, 4254 у 1989).
Станом на 1989 рік існувала Тущикудуцька сільська рада (села Айбас, Бегайдар, Єсіркеп, Кзил-уй, Чапаєвське, Шалік, Шинибек). Різніше села Єсіркеп та Шалік були передані до складу Аккістауського сільського округу.

## Склад
До складу округу входять такі населені пункти:
| Населений пункт | Колишні назви | Населення, осіб (1989) | Населення, осіб (1999) | Населення, осіб (2009) | Населення, осіб (2021) |
| --------------- | ------------- | ---------------------- | ---------------------- | ---------------------- | ---------------------- |
| Айбас, село     | -             | 146                    | 656                    | 562                    | 229                    |
| Бегайдар, село  | -             | 536                    | -                      | -                      | -                      |
| Кизилуй, село   | Кизил-уй      | 22                     | 310                    | 347                    | 244                    |
| Тущикудик, село | Чапаєвське    | 3480                   | 3600                   | 4108                   | 4683                   |
| Шинибек, село   | -             | 70                     | -                      | -                      | -                      |